# Jan Bielański
Jan Andrzej Bielański (ur. 1939 w Odrowążu) – ksiądz katolicki archidiecezji krakowskiej, prałat, działacz społeczny w Krakowie-Nowej Hucie.

## Życiorys
Urodził się 1939 roku w Odrowążu w rodzinie góralskiej. W tamtejszej parafii św. Marii Magdaleny przyjął pierwsze sakramenty święte. W 1963 roku otrzymał święcenia kapłańskie z rąk biskupa krakowskiego Karola Wojtyły. W dalszych latach posługi duchownej pracował w parafiach w Stryszawie (kościół św. Anny), Zakopanem, krakowskich św. Floriana i św. Wojciecha oraz Matki Bożej Królowej Polski w Krakowie-Bieńczycach (Arka Pana). Na początku lat 80. XX wieku zaczął realizować budowę nowego kościoła i zadanie utworzenia parafii między osiedlami Dywizjonu 303 i 2. Pułku Lotniczego w Nowej Hucie, która później została poświęcona św. Bratu Albertowi. Bielański został jej pierwszym proboszczem, pełniąc w niej posługę od 1983 do 2005 roku, kiedy to przeszedł na emeryturę.
W czasie stanu wojennego duchowny udzielał pomocy działaczom opozycyjnym w Nowej Hucie. W dniach 13–15 grudnia 1981 roku odprawiał msze i udzielał spowiedzi protestującym w Hucie im. Lenina. Uczestniczył w pracach punktu informacyjnego, zorganizowanego przy parafii pw. Matki Bożej Królowej Polski w Krakowie-Bieńczycach, którego zadaniem było zbieranie danych o represjach władz. Brał aktywny udział w organizowaniu pomocy represjonowanym. W latach 1978–1987 Służba Bezpieczeństwa bezskutecznie starała się nawiązać z nim współpracę. W aktach nadano mu pseudonim „Gazda”.
Mając na uwadze osoby niepełnosprawne i potrzebujące, oddał tymczasową kaplicę w zarządzanie Fundacji im. Brata Alberta, prowadzącej tam zajęcia terapeutyczne dla osób niepełnosprawnych intelektualnie. Bielański wspierał również inicjatywy artystyczne, na przykład twórców zrzeszonych w Nowohuckim Kole Przyjaciół Sztuk Wszelkich.

## Odznaczenia
- Medal Świętego Brata Alberta (2006)[5]
- Tytuł Nowohucianina Roku (2007)[4]
- Krzyż Wolności i Solidarności (2018)[1]
- Medal Stulecia Odzyskanej Niepodległości (2019)[6]